# Zingiber gulinense
Zingiber gulinense là một loài thực vật có hoa trong họ Gừng. Loài này được Yong Mei Xia (夏永梅, Hạ Vĩnh Mai) miêu tả khoa học đầu tiên năm 1996. Tên gọi thông thường trong tiếng Trung là 古林姜 (cổ lâm khương), nghĩa đen là gừng Cổ Lâm.

## Từ nguyên
Tính từ định danh gulinense lấy theo tên địa danh hương Cổ Lâm Tinh (huyện Mã Quan, châu tự trị Văn Sơn, tỉnh Vân Nam, Trung Quốc).

## Phân bố
Loài này có tại huyện Mã Quan, châu tự trị Văn Sơn, tỉnh Vân Nam, Trung Quốc. Môi trường sống là rừng, ở cao độ khoảng 600 m.

## Mô tả
Thân giả 50–90 cm, gốc có các bẹ tía. Bẹ lá màu xanh lục, nhẵn nhụi; lưỡi bẹ 2 thùy, nhẵn nhụi; cuống lá 1-1,7 cm; phiến lá hình elip, 10-18 × 5,6–7 cm, mặt gần trục nhẵn nhụi, mặt xa trục thưa  lông nhung, đáy hình nêm, đỉnh nhọn thon. Cụm hoa mọc từ thân rễ, hình đầu, 1,8-3 × 1,8-2,5 cm; cuống cụm hoa chìm trong lòng đất, 2–7 cm; lá bắc hình mác, 3-3,2 × ~1,1 cm; lá bắc con rậm đốm đỏ, hình ống, ~2,8 cm. Đài hoa màu trắng, ~1,4 cm, nhẵn nhụi, đỉnh khía răng cưa. Tràng hoa màu vàng, nhẵn nhụi; ống tràng ~2,6 cm; các thùy hình trứng, thùy giữa ~2,1 × 0,8 cm, đỉnh nhọn thon; các thùy bên ~1,7 cm × 0,6 cm, đỉnh nhọn. Cánh môi màu tía với các đốm trắng, đáy màu trắng; thùy giữa thuôn dài, ~1 × 0,2 cm; các thùy bên thẳng, ~1 × 0,2 cm. Nhị màu tía; chỉ nhị ~2 mm; bao phấn ~9 mm; phần phụ kết nối ~4 mm. Bầu nhụy màu xanh lục nhạt, nhẵn nhụi. Quả nang màu tía, hình trứng, ~2,3 × 1,2 cm, 3 góc. Ra hoa tháng 9.